# ألين كينيدي
ألين كينيدي (بالإنجليزية: Eliot Kennedy)‏ هو كاتب أغاني ومنتج أسطوانات بريطاني، ولد في القرن العشرين.

## وصلات خارجية
- ألين كينيدي على موقع IMDb (الإنجليزية)
- ألين كينيدي على موقع ميوزك برينز (الإنجليزية)
- ألين كينيدي على موقع قاعدة بيانات برودواي على الإنترنت (الإنجليزية)
- ألين كينيدي على موقع أول ميوزيك (الإنجليزية)
- ألين كينيدي على موقع ديسكوغز (الإنجليزية)